# Creagrutus kunturus
Creagrutus kunturus és una espècie de peix de la família dels caràcids i de l'ordre dels caraciformes.

## Morfologia
- Els mascles poden assolir 9,6 cm de llargària total.
- Nombre de vèrtebres: 38-41.[4]

## Hàbitat
Viu en zones de clima tropical.

## Distribució geogràfica
Es troba a Sud-amèrica: riu Marañón al nord-est del Perú i rius Pastaza i Napo (sud-est de l'Equador).